# Tachina comitata
Tachina comitata là một loài ruồi trong họ Tachinidae.